# جنوب الوادي المصرية القابضة للبترول
جنوب الوادي المصرية القابضة للبترول أو (بالإنجليزية: GANOPE)‏ هي شركة قابضة مصرية تأسست عام 2002 بقرار رئيس مجلس الوزراء رقم 1755 لسنة 2002 وفقا لقانون شركات قطاع الأعمال العام رقم 203 لعام 1991 لكي تدير وتشرف على كل النشاطات البترولية بجنوب وادي النيل تحت خط عرض 28. وللشركة ثلاث فروع رئيسية بالقاهرة وقنا وأسوان. وهي احدي الكيانات الخمس الكبرى في وزارة البترول والثروة المعدنية المصرية.

## نشاط الشركة
تتمثل منطقة نشاط شركة جنوب الوادي المصرية القابضة للبترول في منطقة مصر العليا وتشارك بشكل فعال في اكتشافات البترول والغاز والأنشطة الإنتاجية بتلك المنطقة وذلك من خلال الحفاظ على الميزة التنافسية لجذب الاستثمارات المباشرة في إطار اتفاقيات امتياز متنوعة.

## الشركات التابعة
تشرف الشركة على العديد من الشركات التي تختلف في نشاطاتها، وتشمل الاستكشاف والتكرير والإنتاج والتصنيع والتسويق:
| أسيوط لتكرير البترول قطاع عام إشراف فني وإداري | مجابتكو مجاويش للبترول إشراف فني وإداري | اشبيتكو عش الملاحة للبترول إشراف فني وإداري | بتروجلف مصر (جيسوم للزيت سابقا) | زيتكو زيت الشرق للبترول                       |
| واسبتكو وادي السهل للبترول                     | بتروزيت جبل الزيت للبترول               | بتروأمير                                    | دانة للبترول مصر                |                                               |
| بترونيل النيل لتسويق البترول                   | واحة باريس للمياه الطبيعية              | الوادي الجديد للعبوات                       | العالمية لتصنيع مهمات الحفر     | الوادي الجديد للثروة المعدنية والطفلة الزيتية |
| تنمية للبترول                                  | كوم أمبو للبترول                        |                                             |                                 |                                               |

## رؤساء الشركة
- أشرف بهاء (2023 - حتى الآن)
- نائل درويش (يناير 2022 - 2023).[2]
- علاء البطل (مايو 2020 - يناير 2022).[3]
- محمد عبد العظيم (2018 - 2020).[4]
- محمد شيمي (2017 - 2018).[5]
- شريف سوسة (2016 - 2017).[6]
- أبو بكر إبراهيم (2014 - 2016).[7]
- مصطفى صفوت (2013 - 2014).[8]
- شريف إسماعيل (2007 - 2013).[9]
- حسن عقل (2003 - 2007).[10]